# Rantoul (Illinois)
Rantoul is een plaats (village) in de Amerikaanse staat Illinois, en valt bestuurlijk gezien onder Champaign County.

## Demografie
Bij de volkstelling in 2000 werd het aantal inwoners vastgesteld op 12.857. In 2006 is het aantal inwoners door het United States Census Bureau geschat op 12.309, een daling van 548 (-4,3%).

## Geografie
Volgens het United States Census Bureau beslaat de plaats een oppervlakte van 19,0 km², waarvan 18,7 km² land en 0,3 km² water. Rantoul ligt op ongeveer 222 m boven zeeniveau.

## Plaatsen in de nabije omgeving
De onderstaande figuur toont nabijgelegen plaatsen in een straal van 20 km rond Rantoul.